# Gouex
Gouex és un municipi francès situat al departament de la Viena i a la regió de la Nova Aquitània. L'any 2007 tenia 520 habitants.

## Demografia

### Població
El 2007 la població de fet de Gouex era de 520 persones. Hi havia 234 famílies de les quals 70 eren unipersonals (35 homes vivint sols i 35 dones vivint soles), 112 parelles sense fills i 52 parelles amb fills.
La població ha evolucionat segons el següent gràfic:
Habitants censats

### Habitatges
El 2007 hi havia 366 habitatges, 246 eren l'habitatge principal de la família, 67 eren segones residències i 52 estaven desocupats. 363 eren cases i 3 eren apartaments. Dels 246 habitatges principals, 203 estaven ocupats pels seus propietaris, 39 estaven llogats i ocupats pels llogaters i 4 estaven cedits a títol gratuït; 2 tenien una cambra, 13 en tenien dues, 40 en tenien tres, 72 en tenien quatre i 119 en tenien cinc o més. 174 habitatges disposaven pel capbaix d'una plaça de pàrquing. A 116 habitatges hi havia un automòbil i a 112 n'hi havia dos o més.

### Piràmide de població
La piràmide de població per edats i sexe el 2009 era:
| Homes | Edats   | Dones |
| ----- | ------- | ----- |
| 0     | 95 o +  | 0     |
| 0     | 90 a 94 | 0     |
| 8     | 85 a 89 | 12    |
| 0     | 80 a 84 | 0     |
| 16    | 75 a 79 | 16    |
| 28    | 70 a 74 | 20    |
| 12    | 65 a 69 | 36    |
| 12    | 60 a 64 | 8     |
| 8     | 55 a 59 | 12    |
| 20    | 50 a 54 | 16    |
| 12    | 45 a 49 | 20    |
| 12    | 40 a 44 | 8     |
| 36    | 35 a 39 | 24    |
| 16    | 30 a 34 | 16    |
| 4     | 25 a 29 | 20    |
| 0     | 20 a 24 | 8     |
| 20    | 15 a 19 | 8     |
| 4     | 10 a 14 | 16    |
| 12    | 5 a 9   | 20    |
| 20    | 0 a 4   | 8     |

## Economia
El 2007 la població en edat de treballar era de 320 persones, 211 eren actives i 109 eren inactives. De les 211 persones actives 193 estaven ocupades (103 homes i 90 dones) i 19 estaven aturades (8 homes i 11 dones). De les 109 persones inactives 52 estaven jubilades, 22 estaven estudiant i 35 estaven classificades com a «altres inactius».

### Ingressos
El 2009 a Gouex hi havia 226 unitats fiscals que integraven 482 persones, la mediana anual d'ingressos fiscals per persona era de 15.613,5 €.

### Activitats econòmiques
Dels 19 establiments que hi havia el 2007, 3 eren d'empreses extractives, 1 d'una empresa alimentària, 1 d'una empresa de fabricació d'altres productes industrials, 6 d'empreses de construcció, 3 d'empreses de comerç i reparació d'automòbils, 2 d'empreses immobiliàries, 1 d'una empresa de serveis i 2 d'empreses classificades com a «altres activitats de serveis».
Dels 11 establiments de servei als particulars que hi havia el 2009, 1 era un taller de reparació d'automòbils i de material agrícola, 1 paleta, 1 guixaire pintor, 1 lampisteria, 3 electricistes, 1 perruqueria, 2 agències immobiliàries i 1 saló de bellesa.
L'únic establiment comercial que hi havia el 2009 era una fleca.
L'any 2000 a Gouex hi havia 16 explotacions agrícoles que ocupaven un total de 1.020 hectàrees.

## Equipaments sanitaris i escolars
El 2009 hi havia una escola elemental integrada dins d'un grup escolar amb les comunes properes formant una escola dispersa.

## Poblacions més properes
El següent diagrama mostra les poblacions més properes.